# 高平小五郎

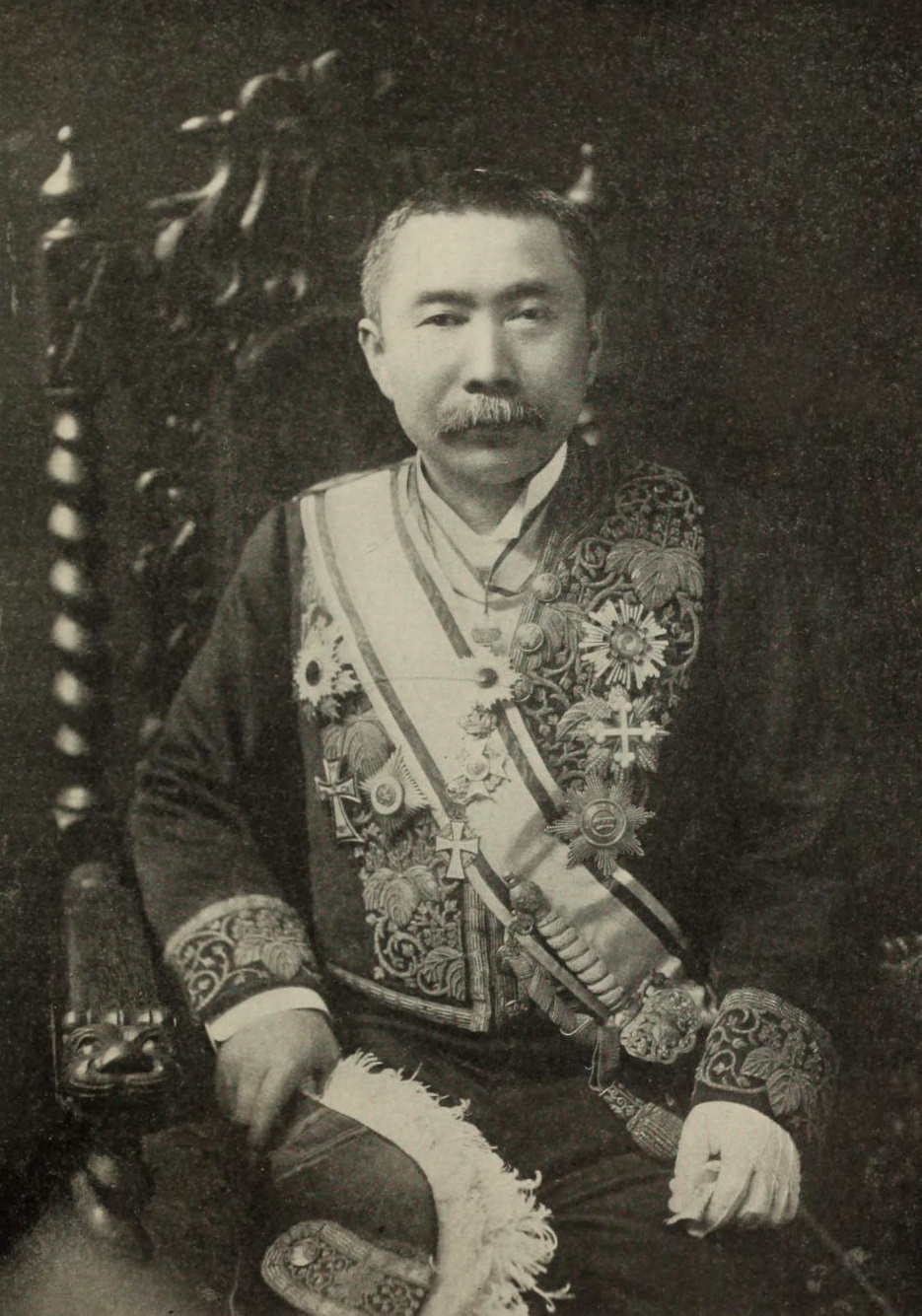
高平小五郎

高平小五郎（日语：高平 小五郎/たかひら こごろう，1854年1月29日—1926年11月28日），日本的外交官，从二位·男爵，贵族院议员。曾任驻美国公使。1908年11月30日与美国国务卿伊莱休·鲁特签订《羅脫–高平協定》。

## 生平
1854年，出生于陆奥(今岩手县)。
1876年，任外务省外交书记官。
1892年，任驻荷兰公使。
1894年，任驻意大利公使。
1899年，任外务省外务次官。
1900年，任驻美国公使。
1908年，签订《罗脱–高平协定》。
1912年，退休。
1926年，去世。